# دمبوسکی (دهانه)
دمبوسکی یک دهانه برخوردی در ماه‌ است.

## دهانه‌های اقماری
این دهانه ۳ دهانه اقماری دارد.
| Dembowski | عرض جغرافیایی | طول جغرافیایی | قطر          |
| --------- | ------------- | ------------- | ------------ |
| A         | ۳.۰° N        | ۶.۵° E        | ۶.۰ کیلومتر  |
| C         | ۲.۱° N        | ۷.۴° E        | ۱۶.۰ کیلومتر |
| B         | ۲.۵° N        | ۶.۲° E        | ۷.۰ کیلومتر  |